# شارلن سترونج
شارلن سترونج (بالإنجليزية: Charlene Strong)‏ هي مدافعة عن الحقوق المدنية أمريكية، ولدت في 6 مايو 1963.

## وصلات خارجية
- الموقع الرسمي